# La Crete
La Crete ou La Crête est un hameau (hamlet) du Comté de Mackenzie, situé dans la province canadienne d'Alberta.

## Démographie
En tant que localité désignée dans le recensement de 2011, La Crete a une population de 523 habitants dans 173 de ses 184 logements, soit une variation de -22.9% par rapport à la population de 2006. Avec une superficie de 5,324 6 km2, le hameau possède une densité de population de 98,223 3 hab/km2 en 2011.
Concernant le recensement de 2006, La Crete abritait 711 habitants dans 218 de ses 224 logements. Avec une superficie de 5,413 6 km2, le hameau possédait une densité de population de 131,3 hab/km2 en 2006.